# Liebeliola diurni
Liebeliola diurni är en tvåvingeart som först beskrevs av Rao 1956.  Liebeliola diurni ingår i släktet Liebeliola och familjen gallmyggor. Inga underarter finns listade i Catalogue of Life.